# دايتشي شيباتا
دايتشي شيباتا (باليابانية: 柴田 大地) (مواليد 14 أغسطس 1990)، هو لاعب كرة قدم ياباني سابق كان يلعب كحارس مرمى.

## وصلات خارجية
- دايتشي شيباتا على موقع رابطة كرة القدم اليابانية للمحترفين (اليابانية)
- دايتشي شيباتا على موقع قاعدة بيانات كرة القدم.إي يو (الإنجليزية)
- دايتشي شيباتا على موقع Soccerway.com (الإنجليزية)